# Departament d'Awaji
El departament d'Awaji, oficialment anomenat Oficina Ciutadana d'Awaji (淡路県民局, Awaji-kenmin-kyoku) és una divisió administrativa de la prefectura de Hyogo i un organ de descentralització del Govern Prefectural de Hyōgo a l'illa d'Awaji i Nushima, amb jurisdicció sobre aquestes.
També és conegut amb l'antic nom de subprefectura d'Awaji (淡路支庁, Awaji-shichō). La seu s'hi troba al municipi de Sumoto, capital de facto de l'illa. L'actual President del Departament n'és en Hiroyuki Kamei, qui actua en coordinació amb els alcaldes dels municipis de l'illa.

## Història
Durant el temps entre la dissolució de la província d'Awaji a la restauració Meiji fins a la supressió dels governs dels districtes del Japó a l'era Taishō, van ser aquests qui van mantindre una mena d'autonomia, perduda amb la dissolució de la província i autogovern respecte a la prefectura de Hyogo. L'any 1942 s'establí l'"oficina regional de Tsuna" a la ciutat de Sumoto i l'"oficina regional de Mihara" al poble d'Ichi (actual ciutat de Minami-Awaji). Aquestes estructures foren dissoltes només tres anys després en crear la subprefectura d'Awaji, l'únic ens a la història de la prefectura de Hyogo amb la consideració de "subprefectura".
No obstant això, l'any 1971, el Govern Prefectural de Hyogo va reorganitzar les seues divisions administratives a l'illa de Honshū, creant-ne també subprefectures en virtut de la llei d'autonomia local. A l'abril de 1975, la subprefectura d'Awaji fou reconvertida en l'Oficina Ciutadana d'Awaji per tal d'equiparar-la amb la resta de divisions administratives de la prefectura a l'illa de Honshû.

## Departaments
El Govern Prefectural de Hyōgo li té assignades al departament la gestió de les següents competències:
- Afers Generals
- Impostos
- Salut i Benestar
- Promoció agrícola, forestal i pesquera
- Amillorament de terres
- Enginyeria civil
- Amillorament i extensió agrícola.